# Кропухино
Кропухино — упразднённая в 2020 году деревня в Великоустюгском районе Вологодской области.
Входила в состав Марденгского сельского поселения, с точки зрения административно-территориального деления — в Марденгский сельсовет.
Расстояние по автодороге до районного центра Великого Устюга — 20 км, до центра муниципального образования Благовещенья — 4,5 км. Ближайшие населённые пункты — Мусино, Мосеев Починок, Марденьга.
По данным переписи в 2002 году постоянного населения не было.